# Crates de Triasio

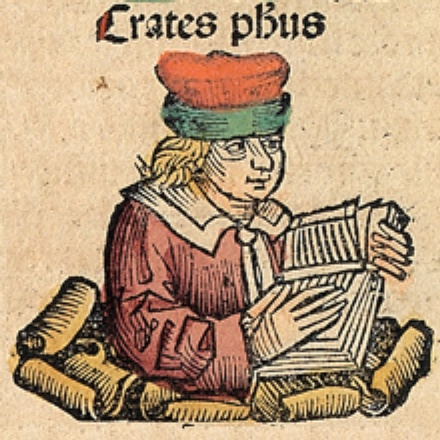
Crates. Crónica de Núremberg

Crates de Triasio fue un filósofo de la Antigua Grecia que floreció en el siglo III a. C. Hijo de Antígenes, nació en la demo ateniense de Triasio. Fue discípulo y amado de Polemón, al que sucedió como escolarca al frente de la Academia platónica, y con el que compartía vivienda e incluso compartió sepulcro. Tuvo como discípulos a Arcesilao —quien le sucedió al frente de la Academia—, Bión de Borístenes y Teodoro el ateo. Escribió obras, que no se han conservado, sobre filosofía, sobre comedia y sobre disertaciones al pueblo y embajadas.
Probablemente sea el Crates que, según relata Plutarco, fue enviado por Atenas como embajador y logró persuadir a Demetrio Poliorcetes de que levantara el sitio contra la ciudad.